# Жван (село)
Жван (укр. Жван) — село в Мурованокуриловецком районе Винницкой области Украины.
Код КОАТУУ — 0522882801. Население по переписи 2001 года составляет 892 человека. Почтовый индекс — 23424. Телефонный код — 4356.
Занимает площадь 4,474 км².
Среди известных уроженцев — Виктор Владимирович Ставнюк.

## Религия
В селе действует Свято-Успенский храм Мурованокуриловецкого благочиния Могилёв-Подольской епархии Украинской православной церкви.

## Адрес местного совета
23424, Винницкая область, Мурованокуриловецкий р-н, с. Жван, ул. Ленина, 5